# Bundesstraße 246
De Bundesstraße 246 (ook wel B246) is een bundesstraße in de Duitse deelstaten Brandenburg en Saksen-Anhalt.
De B246 begint bij Neuwegersleben, verder via de steden Oschersleben, Möckern, Beelitz, Trebbin, Zossen, Storkow en Beeskow, om te eindigen in Eisenhüttenstadt. De B246 is ongeveer 254 km lang.

## Routebeschrijving
Sachsen-Anhalt
westelijk deel
De B246 begint in Neuwegersleben op een kruising met de B245. De weg loopt oostwaarts en komt Oschersleben en eindigt na   ongeveer 28 kilometer in Wanzleben op een kruising met de B246a.
oostelijk deel
Het tweede deel begint circa 25 kilometer ten oosten van Maagdenburg in Heinrothsberge-Königsborn op een kruising met de B184. De weg loopt oostwaarts door Möckern waar men een samenloop kent met de B246a, een gebied dat de Fläming heet, licht glooiend en vooral dichtbebost is. aan de oostzijde van de Fläming bereikt men de deelstaatgrens met Brandenburg. 
Brandenburg
De B246 loopt oostwaarts komt door Wiesenburg, Görnigk Bad Belzig waar de B246 0p de oostelijke rondweg een korte samenloop kent met de B102. De B246 loopt verder oost- tot noordoostwaarts en komt door Brück en kruist men bij afrit Beelitz de A9 kruist. De weg voert oostwaarts en komt door Beelitz, Trebbin waar men bij afrit Trebbin de B101 kruist en op de rondweg van Zossen een samenloop kent met de B96. Na Zossen loopt de weg noordoostwaarts en komt met een rondweg langs Mittenwalde, waarna de weg in zuidoostelijke richting doorloopt en bij afrit Bestensee de A13 kruist. De weg loopt door Bestensee waar men de B179 kruist. De weg komt nu bij het stadje Beeskow waar een samenloop is met zowel de B87 als de B168. Ten oosten van de Beeskow slaat de B246 weer oostwaarts af. Daarna voert de weg verder door dichtbebost gebied tot in Eisenhüttenstadt waar hij eindigt op een kruising met de B112.
B1 · B2 · B4 · B5 · B75 · B76 · B77 · B87 · B96 · B96a · B96b · B97 · B101 · B102 · B103 · B104 · B105 · B106 · B107 · B108 · B109 · B110 · B111 · B112 · B112n · B113 · B115 · B122 · B156 · B158 · B166 · B167 · B168 · B169 · B179 · B182 · B183 · B187 · B188 · B189 · B190n · B191 · B192 · B193 · B194 · B195 · B196 · B197 · B198 · B199 · B200 · B201 · B202 · B203 · B204 · B205 · B206 · B207 · B208 · B209 · B246 · B320 · B321 · B404 · B430 · B431 · B432 · B434 · B435 · B495 · B501 · B502 · B503
B1 · B2 · B4 · B6 · B6n · B7 · B19 · B27 · B62 · B71 · B71n · B79 · B80 · B81 · B84 · B85 · B86 · B87 · B88 · B89 · B90 · B91 · B92 · B93 · B94 · B95 · B96 · B97 · B98 · B99 · B100 · B101 · B107 · B115 · B156 · B169 · B170 · B171 · B172 · B172a · B172b · B173 · B174 · B175 · B176 · B178 · B180 · B181 · B182 · B183 · B183a · B184 · B185 · B186 · B187 · B187a · B188 · B189 · B190 · B190n · B242 · B243 · B244 · B245 · B245a · B246 · B246a · B247 · B248 · B248a · B249 · B250 · B278 · B280 · B281 · B282 · B283 · B285